# Apogonia platypyge
Apogonia platypyge is een keversoort uit de familie bladsprietkevers (Scarabaeidae). De wetenschappelijke naam van de soort is voor het eerst geldig gepubliceerd in 1899 door Kolbe.